# Manoir du Grand-Loiron
Le manoir du Grand-Loiron est un manoir situé au Plessis-Grammoire, en France.

## Localisation
Le manoir est situé dans le département français de Maine-et-Loire, sur la commune du Plessis-Grammoire.

## Historique
L'édifice est inscrit au titre des monuments historiques en 1968.